# ليوناردو بورزاني
ليوناردو بورزاني (بالإسبانية: Leonardo Borzani)‏ (مواليد 7 مايو 1982 في ألفاريز - الأرجنتين) لاعب كرة قدم أرجنتيني يلعب حاليا لصالح نادي الدرجة الأولى ألمرية الإسباني منذ 2009 في مركز الوسط المحوري كما يجيد اللعب في مركز الوسط الأيمن .

## روابط خارجية
- ليوناردو بورزاني على موقع قاعدة بيانات كرة القدم.إي يو (الإنجليزية)
- ليوناردو بورزاني على موقع Soccerway.com (الإنجليزية)